# Store Magellanske Sky
Den Store Magellanske Sky (engelsk: Large Magellan Cloud eller LMC) er en aflang-oval dværggalakse i stjernebilledet Dorado (Guldfisken). Afstanden fra Solen til den Store Magellanske Skys midte er ca. 50.000 parsec, dvs. ca. 160.000 lysår.
Skyen kredser (vistnok) om vor egen galakse Mælkevejen og vil muligvis langsomt blive opslugt af denne. Vistnok og muligvis, fordi banens præcise form ikke er afklaret. Nogle observationer tyder på, at den har sit første møde med Mælkevejen, at dens bane er hyperbolsk og at LMC vil fortsætte sin rejse gennem universet bort fra Mælkevejen.
Stjernerne i den Store Magellanske Sky har en lav metallicitet i forhold til 3. generationsstjerner som Solen, nemlig Z = 0,006.
LMC ses tydeligt med det blotte øje på den sydlige himmelhalvkugle. Navnet har den fået, fordi den i udseende (om natten) minder meget om en ganske lille, almindelig sky, som de ses på daghimmelen.
Den Store Magellanske Skys J2000 position er Rektascension (RA) 5h 23m 36.00s deklination (DE) -69° 45' 00.0. Dens udstrækning er 550.0' x 170.0' og dens samlede tilsyneladende visuelle lysstyrke (mV) er 0,40, mens dens overfladeklarhed er mV 14,1.
Den Store Magellanske Sky er kendt for, at den klareste supernova siden 1604, nemlig SN1987A, i 1987 blussede op i denne galakse.
I en vinkelafstand af ca. 22° fra Den Store Magellanske Sky findes Den Lille Magellanske Sky.